# Austrocarabodes kluttzi
Austrocarabodes (Uluguroides) kluttzi – gatunek roztocza z kohorty mechowców i rodziny Carabodidae.
Gatunek ten opisany został w 2012 roku przez Siergieja Jermiłowa, Neville'a Winchestera, Margaret Lowman i Alemayehu Wassie na podstawie 3 samic odłowionych w 2010 roku.
Mechowiec o żółtobrązowym, mikrodołkowanym ciele długości 481–498 μm i szerokości 265–282 μm. Prodorsum o szeroko zaokrąglonym rostrum, liściokształtynych szczecinach rostralnych, lamellarnych i interlamellarnych oraz szczecinkopodobnym, haczykowatym, owłosionym sensillusie. Notogaster z większymi dołkami na powierzchni i 14 par liściokształtynych, piłkowanych na przynajmniej jednym brzegu szczecinkach notogastralnych. Rejon anogenitalny pomarszczony, wyposażony w 5 par szczecinek genitalnych, 1 parę aggenitalnych, 2 pary analnych i 3 pary adanalnych.
Roztocz wodny, znany wyłącznie z Etiopii, gdzie zasiedla górskie lasy w północnej części kraju. Podawany z rzędnych 2690 i 1950 m n.p.m..